# گیورگ هتیخ
گیورگ هتیخ (انگلیسی: Georg Hettich؛ زادهٔ ۱۲ اکتبر ۱۹۷۸) اسکی‌باز نوردیک اهل آلمان بود.